# Alou Bagayoko
Pour les articles homonymes, voir Bagayoko.
 (avril 2013).
Si vous disposez d'ouvrages ou d'articles de référence ou si vous connaissez des sites web de qualité traitant du thème abordé ici, merci de compléter l'article en donnant les références utiles à sa vérifiabilité et en les liant à la section « Notes et références ».
Alou Bagayoko est un footballeur international malien reconverti en entraîneur.
Il a évolué au FC Mulhouse (Division 2), aux SR Saint-Dié (Division 2), au Mans UC (Division 3), avant de s'engager à l'AFC Compiègne. De 1985 à 1988, il est le numéro 10 de l'équipe et l'amène plusieurs fois aux portes de la Division 2. À partir de cette date, il entre dans l'encadrement technique, puis devient entraîneur. 
Il est aussi depuis Juillet 2012 le créateur et le co-président d'un club de football nommé Jeunesse Sportive de l'Agglomération de la Région de Compiègne (JSARC), évoluant en quatrième division de district avec lequel il a réussi un tour de force ; faire le doublé coupe Jacques Chivot-championnat dès la première saison d'existence du club. La JSARC évoluera donc en troisième division de district cette saison.
Il est aussi impliqué dans la vie associative de la ville de Compiègne : 
il est devenu président en avril 2011 de l'AAMARC 
(Association des Amis du Mali de l'Agglomération de la Région de Compiègne).

## Source
- Marc Barreaud, Dictionnaire des footballeurs étrangers du championnat professionnel français (1932-1997), l'Harmattan, 1997, page 181.